# Ники
Ники (яп. 仁木町 Ники-тё:) — посёлок в Японии, находящийся в уезде Йоити округа Сирибеси губернаторства Хоккайдо. Площадь посёлка составляет 167,93 км², население — 3671 человек (30 июня 2014), плотность населения — 21,86 чел./км².

## Географическое положение
Посёлок расположен на острове Хоккайдо в губернаторстве Хоккайдо. С ним граничат посёлки Йоити, Куттян, Кёва, Фурубира и село Акаигава.

## Население
Население посёлка составляет 3671 человек (30 июня 2014), а плотность — 21,86 чел./км². Изменение численности населения с 1980 по 2005 годы:
| 1980 | 5467 чел. |  |
| 1985 | 4959 чел. |  |
| 1990 | 4595 чел. |  |
| 1995 | 4293 чел. |  |
| 2000 | 4111 чел. |  |
| 2005 | 3967 чел. |  |

## Символика
Деревом посёлка считается вишня, цветком — космея, птицей — большой пёстрый дятел.